# 比拉赫
比拉赫（德語：Bülach）是瑞士联邦苏黎世州比拉赫区的市镇，距離首府蘇黎世16公里，始建於6至7世紀，面積为16.09平方公里，海拔高度428米，2018年12月31日人口为20,443人。

## 外部連結
- Official Homepage of Bülach （页面存档备份，存于）
- Spital Bülach （页面存档备份，存于）
- Vetropack （页面存档备份，存于）
- Sigristenkeller Art Gallery （页面存档备份，存于）